# Calymmaria humboldt
Espèce
Calymmaria humboldt est une espèce d'araignées aranéomorphes de la famille des Cybaeidae.

## Distribution
Cette espèce est endémique de Californie aux États-Unis,. Elle se rencontre dans le comté de Humboldt.

## Description
Le mâle holotype mesure 5,22 mm.

## Étymologie
Son nom d'espèce lui a été donné en référence au lieu de sa découverte, le comté de Humboldt.

## Publication originale
- Heiss & Draney, 2004 : « Revision of the Nearctic spider genus Calymmaria (Araneae, Hahniidae). » The Journal Of Arachnology, vol. 32, no 3, p. 457-525 (texte intégral).